# Памето Беј (Флорида)
Памето Беј (енгл. Palmetto Bay) град је у америчкој савезној држави Флорида.

## Демографија
По попису из 2010. године број становника је 23.410.
| Група             | 2000.    | 2010.          |
| Белци             | 0 (0,0%) | 11.593 (49,5%) |
| Афроамериканци    | 0 (0,0%) | 1.461 (6,2%)   |
| Азијати           | 0 (0,0%) | 1.051 (4,5%)   |
| Хиспаноамериканци | 0 (0,0%) | 9.025 (38,6%)  |
| Укупно            | 0        | 23.410         |